# Kenti csér
A kenti csér (Thalasseus sandvicensis) a madarak osztályának a lilealakúak (Charadriiformes) rendjébe, ezen belül a csérfélék (Sternidae) családjába tartozó faj.

## Rendszerezése
A fajt John Latham angol ornitológus írta le 1787-ben, a Sterna nemhez Sterna sandvicensis  néven.

## Előfordulása
Európa tengerpartjain, a Fekete-tengernél, a Kaszpi-tengernél, az Indiai-óceán partvidékén,  Afrika északi részén, valamint Észak-Amerikában és a Karibi-térségben költ. A szárazföld belsejébe, csak kóborló példányai jutnak. Telelni délre vonul, az európai állomány Afrika nyugati és déli tengerpartjára.

### Kárpát-medencei előfordulása
Magyarországon rendkívül ritka kóborló.

## Megjelenése
Testhossza 36–41 centiméter, szárnyfesztávolsága 95–105 centiméter, testtömege pedig 215–275 gramm. Elegáns ezüstszürke köpönyegtollazata alul túlnyomórészt fehér, akár az arca és a nyaka. Fekete kalapja és tarkóbóbitája van. Csőre fekete, hosszú és hegyes. A lába fekete, rövid és zömök. Ujjai között úszóhártya feszül.
|  |

## Életmódja
Tápláléka 5-8 centiméter nagyságú halakból áll, valamint megeszi a rovarokat és garnélarákot és a kis méretű  tintahalakat is.

## Szaporodása
A költési időszak április végétől júniusig tart. Fészkét a puszta földre rakja, kevés növényi anyagokból. Fészekalja 1-2 tojásból áll, melyen a két szülő felváltva kotlik 21-29 napig. A kikelt fiókák 28-30 nap múlva válnak önállóvá.
|  |

## Természetvédelmi helyzete
Az elterjedési területe rendkívül, egyedszáma nagyi és stabil. A Természetvédelmi Világszövetség Vörös listáján nem fenyegetett fajként szerepel. Magyarországon védett, természetvédelmi értéke 25 000 Ft.